# Starry Eyed Surprise
"Starry Eyed Surprise" es una canción producida por Paul Oakenfold. Fue lanzada en julio del 2002 como el segundo sencillo de su álbum Bunkka. Incluye la voz de Shifty Shellshock de Crazy Town. Después fue incluida en el álbum de Shifty Shellshock del 2004 "Happy Love Sick", y en el álbum de Oakenfold del 2007 "Greatest Hits & Remixes, Vol. 1".

## Contenido
El verso "Freaky deaky, star speckles and pink butterflies", cantada por Shifty Shellshock, es cantada de una manera similar a cuando canta con su banda en su anterior sencillo, "Butterfly". Toma muestras también de la canción "Everybody's Talkin'" de Harry Nilsson.

## Cultura popular
- La canción también fue incluida en el álbum de compilación del 2002, "Clubland II – The Ride of Your Life".
- La canción es conocida por ser reproducida en varios comerciales de televisión incluyendo Diet Coke y Apple iLife.
- La canción fue reproducida durante la escena del club en la película "Baby Mama".
- La canción toma muestras de Ol' Dirty Bastard Got Your Money, y de muchas otras más.

## Lista de canciones
CD
1. Starry Eyed Surprise (Single Edit)
2. Starry Eyed Surprise (Josh Wink Re-interpretation)
3. Starry Eyed Surprise (Oliverlieb Remix)
4. Starry Eyed Surprise (Video)

## Tabla de posición
| Chart (2002)                                | Peak position |
| ------------------------------------------- | ------------- |
| Australia (ARIA)                            | 37            |
| Bélgica (Flandes) (Ultratip Bubbling Under) | 3             |
| Ireland (IRMA)                              | 21            |
| Nueva Zelanda (Recorded Music NZ)           | 19            |
| Países Bajos (Dutch Top 40)                 | 19            |
| Reino Unido (UK Dance Chart)                | 5             |
| Reino Unido (UK Singles Chart)              | 6             |
| US Billboard Hot 100                        | 41            |
| US Billboard Hot Dance Club Songs           | 10            |